# 10일 안에 남자 친구에게 차이는 법
《10일 안에 남자 친구에게 차이는 법》(영어: How to Lose a Guy in 10 Days)은 2003년 공개된 미국의 로맨틱 코미디 영화이다. 도널드 피트리가 연출하고, 케이트 허드슨, 매슈 매코너헤이가 두 주인공을 연기하였다.
평론가들 평가는 대체로 엇갈렸고, 허드슨과 매코너헤이의 연기 조합은 좋은 반응을 얻었으나 뻔한 대본이 비판을 받았다.

## 줄거리
여성지 컴포저(Composure) 기자인 앤디는 친구 미셸이 거듭 차이는 이유가 외모가 매력적이지 않아서가 아니라 애정에 굶주려 남자에게 지나치게 매달리기 때문이라고 보고, 자신의 이론을 증명하기 위해 "10일 안에 남자 친구에게 차이는 법"이란 제목의 기사를 쓰기로 한다. 이제 앤디는 남자 한 명을 만나 데이트를 하면서 미셸을 모방한 행동으로 10일 안에 차일 계획이다.
한편 광고 책임자 벤은 늘상 하는 맥주와 스포츠 광고에서 벗어나 영역을 넓혀 명품 다이아몬드 브랜드 고급 광고를 맡고 싶어한다. 하지만 벤의 상사는 바에서 대화를 나누며 과연 벤에게 다이아몬드 산업과 긴밀히 연결된 로맨스에 관한 통찰력이 있는지 의구심을 표한다.
벤이 그 어떤 여자라도 자신에게 빠지게 만들 자신이 있다고 장담하자 상사는 10일 안에 여성 한 명을 정말로 사랑에 빠지게 만든다면 다이아몬드 광고를 맡기겠다고 선언한다. 마침 낮에 컴포저 사무실에 다녀와 앤디가 쓸 기사에 대해 알고 있던 벤의 경쟁 상대 주디 스피어스는 바에서 앤디를 발견하고 벤이 꼬실 목표로 앤디를 제안한다. 벤이 이에 동의하고 앤디에게 말을 걸면서 벤과 앤디는 서로의 속내와 목적을 모르는 채로 만남을 시작한다.

## 출연
- 케이트 허드슨 - 앤디 앤더슨 역
- 매슈 매코너헤이 - 벤저민 "벤" 배리 역
- 애덤 골드버그 - 토니 역
- 비비 뉴워스 - 라나 역
- 마이클 미셸 - 주디 스피어스 역
- 셜롬 할로 - 주디 그린 역
- 캐스린 한 - 미셸 루빈 역
- 토머스 레넌 - 세이어 역
- 실리아 웨스턴 - 글렌다 역
- 애니 퍼리스 - 지니 애슈크로프트 역
- 마빈 햄리시 - 본인 역 (카메오 출연)

## 우리말 녹음
KBS 성우진 (2006년 4월 15일)
- 은영선 - 앤디(케이트 허드슨)
- 홍시호 - 벤(매슈 매코너헤이)
- 안종국 - 벤의 사장(로버트 클라인)
- 김창주 - 벤의 할아버지(아치 맥그레거) / 음료수 판매원
- 이연희 - 앤디의 사장(비비 뉴워스) / 벤의 어머니(실리아 웨스턴)
- 구민선 - 미셸(캐스린 한)
- 정현경 - 제니(애니 퍼리스)
- 변영희 - 벤의 친구(애덤 골드버그) / 음료수 판매원
- 원호섭 - 벤의 친구(토머스 레넌)
- 이장원 - 벤의 아버지(제임스 머토) / 농구 해설(워너 울프) / 술집 남자 / 극장 남자 / 마빈 햄리시
- 이주연 - 스피어스(마이클 미셸)
- 김혜주 - 그린(셜롬 할로) / 벤의 누나
- 손정성 - 조이(존 디레스타) / 앤디의 회사 남자 직원 / 라디오 방송 / 미셸의 남자친구
- 안영아 - 앤디의 회사 여자 직원(서맨사 콴) / 술집 남자의 아내 / 벤의 회사 여자직원